# Каскарино, Тони
То́ни Каскари́но (англ. Tony Cascarino; род. 1 сентября 1962, Сент-Полз-Крей, Большой Лондон) — английский футболист, выступавший за сборную Ирландии.

## Биография
Тони Каскарино начал карьеру футболиста в детской команде «Крокенхилл» в графстве Кент. Первоначально Каскарино хотел быть парикмахером или инструктором йоги, но всё же решил стать футболистом. В 1982 году Каскарино перешёл в английский «Джиллингем», его новый клуб заплатил за него несколькими спортивными костюмами и небольшим количеством рифлёного железа.
В 1987 году «Миллуолл» заплатил за Каскарино £ 225,000. За три года Тони забил 42 мяча в 105 матчах. Он также выступал за «Астон Виллу», шотландский «Селтик» и английский «Челси». Однако его самые успешные годы пришлись на время выступлений во Франции за «Марсель» и «Нанси», выступавшие тогда в Дивизионе 2.
Каскарино родился в Англии, но ему было предоставлено ирландское гражданство, так как его дедушка был ирландцем. Однако его мать в 1996 году сказала ему, что его дедушка не родной. Каскарино в автобиографии написал: «Я не должен был выступать за Ирландию. Я был мошенником. Я был поддельным ирландцем». Но всё же Каскарино стал неотъемлемой частью сборной Ирландии, он принял участие в европейском первенстве 1988 года, а также в чемпионатах мира 1990 и 1994 годов. За сборную Тони провёл 88 матчей, в которых 19 раз забивал в ворота соперников.
После завершения карьеры Тони стал полупрофессиональным игроком в покер, а позже стал комментатором в главном покер-шоу «Party Poker». Каскарино также снялся в нескольких сериалах.

### Автобиография
Каскарино написал автобиографию, которая получила массу критики. В книге рассказывается о его футбольной карьере и любви к покеру. В частности, он пишет, что загубил свою карьеру игрока в покер, так как не был уверен в себе.
В книге также говорится о его неверности жене Саре, которая уехала от него вместе с детьми Майклом и Тедди (назван в честь бывшего товарища по команде «Миллуолл» Тедди Шерингема): «…возможно, только возможно, я был настолько окутан в своей новооткрытой знаменитости, что я стал неуязвимым к страданию, которое я вызывал».
Каскарино утверждал, что во время выступления за «Олимпик» из Марселя многим игрокам клуба были введены препараты личным врачом президента «Олимпика» Бернара Тапи. Физиотерапевт в то время настоял, что вещество было не запрещённым, а просто повышало адреналин. Согласно автобиографии, большинство игроков приняло инъекции и это определённо повлияло на них: «Я чувствовал себя более острым, более энергичным».

## Достижения
«Миллуол»
- Чемпион Второго дивизиона: 1987/88

«Марсель»
- Победитель Дивизиона 2: 1994/95

«Нанси»
- Победитель Дивизиона 2: 1997/98